# Xenoplatyura beaveri
Xenoplatyura beaveri är en tvåvingeart som beskrevs av Loïc Matile 1979. Xenoplatyura beaveri ingår i släktet Xenoplatyura och familjen platthornsmyggor. Inga underarter finns listade i Catalogue of Life.